# Takazumi Katayama
Takazumi Katayama (片山 敬済, Katayama Takazumi), né le 16 avril 1951 à Kobe au Japon dans une famille coréenne, est un pilote de course de moto champion du monde en 1977 en catégorie 350 cm3 sur Yamaha.
En 1979, il a accepté l'offre de Honda pour développer leur moto de course à moteur à 4 cylindres ovales, 4 temps, la Honda NR 500 (de). 
Il a été actif en Championnat du monde depuis le Grand Prix de Belgique 250 cm3 en 1974 jusqu'à celui de 1985 en 500 cm3. Il a remporté son 1er et son dernier GP en Suède en 1974 en 250 cm3 et en 1982 pour les 500 cm3. Il a participé à 84 courses, gagné 11 fois, est monté 35 fois sur un podium, a glané 5 poles positions et a été 6 fois le plus rapide en course.     
Après cette longue carrière en compétition, Katayama prend sa retraite en 1985 et devient propriétaire d'une équipe de course de Grand Prix de moto.
Il refait deux apparitions aux Grand Prix du Japon 1988 (16e) et 1989 (17e) au guidon d'une Yamaha YZR500.

## Biographie
Il obtient le permis moto à 16 ans et commence à courir avec une Honda CB450. Voulant devenir pilote de F1, à l'âge de 18 ans sur quatre roues, mais sur les conseils de ses aînés, « Si tu veux faire du quatre roues, commence par deux roues », il commence à courir en moto à l'âge de 20 ans. Il fait ses débuts en compétition dans le championnat japonais junior 1969 sur une 125 Yamaha.
En 1971, il a fait ses débuts en course de côte aux monts Rokkō (préfecture de Hyōgo). Il gravit toutes les catégories de novice à expert. En 1971, il commence à se faire remarquer en remportant le championnat junior 125 et les deux années suivantes le titre en 250 cm3 et 350 cm3.
Sa moto préférée a été la 350 Yamaha 3 cylindres.
Korea Selatan 
Jepang 
Jepang 
Korea Selatan 
Amerika 
Korea Selatan 
Korea Selatan 
Indonesia

## Carrière en Grand Prix

### 1974 - 1978 - Avec Yamaha
Ces victoires ont attiré l'attention de Yamaha qui l'engage comme pilote d'essai et lui fait faire ses débuts en Championnat du monde en 1974.  
En 1974, il fait sensation au Dutch TT à Assen en juin en décrochant la troisième place lors des essais sur une piste qui lui était inconnue. Il abandonnera en course, à cause d'un frein arrière cassé alors qu'il était deuxième. 
La semaine suivante au Grand Prix moto de Belgique à Spa, il prend la troisième place en 250 cm3, tandis qu'en Suède, il impressionne en remportant sa première victoire devant Walter Villa et Patrick Pons. Katayama se démarque non seulement par ses performances, mais aussi par son impétuosité. Le Grand Prix d'Espagne en septembre est emblématique sur ce point car, alors qu'il est en route vers la victoire en 250 cm3, il renverse un pompier entré en piste pour aider Bernard Fau qui a chuté. Cet accident mortel est dû en grande partie à l'incompétence des organisateurs et à l'arrivée tardive des secours. À la fin de l'année, bien que n'ayant participé qu'à six courses le pilote Katayama est 4e au classement final avec 43 points pour sa 1re saison.
Yamaha ne lui ayant pas fourni une assistance complète, mais uniquement prêté la TZ250, Katayama n'a pas de mécanicien. Il entretient et règle lui-même sa machine et de plus il est le seul pilote japonais du « Continental Circus », il lui est donc difficile de batailler en Europe pour la première fois et de plus, tout seul. C'est grâce à Kent Andersson (champion du monde 125 cm3), sous contrat avec Yamaha Europe, qui lui apporte conseil et assistance que Katayama - il le déclarera plus tard - a réussi sa saison européenne.
Takazumi passe à l'époque pour un excentrique, parfois surnommé Oriental Mystery il pratique le Zazen avant chaque course et porte un bandeau avec un Hinomaru sous son casque.
En 1975, Katayama tente de courir aux États-Unis en 250 cm3 et 750 cm3, avec peu de succès, ainsi que dans les courses nationales japonaises. Mais il trouve le climat américain trop sec et celui du Japon trop humide et décide donc de revenir au climat tempéré de l'Europe.
L'année 1976, ayant été remercié par Yamaha, Katayama pense à arrêter les Grands Prix. Mais, aidé par Chas Mortimer (en), il revient en piste, participe à toutes les manches (sauf en Espagne), pour terminer vice-champion en 250 cm3 avec 73 points derrière Walter Villa (avec une victoire en Suède), 8e en 350 cm3 et 26e en 500. Il n'hésite pas à participer au Tourist Trophy, généralement boycotté par les pilotes non anglo-saxons. Il y termine 2e du Lightweight TT, 9e du Junior TT et 4e du Senior TT. Le Tourist Trophy vit alors sa 27e et dernière édition en tant qu'épreuve des championnats du monde. Malgré ses bons résultats, la saison est pécuniairement et mentalement difficile. Ses deux compatriotes mécaniciens ne supportent pas la dureté de leur vie et rentrent au Japon au bout de quelques mois.

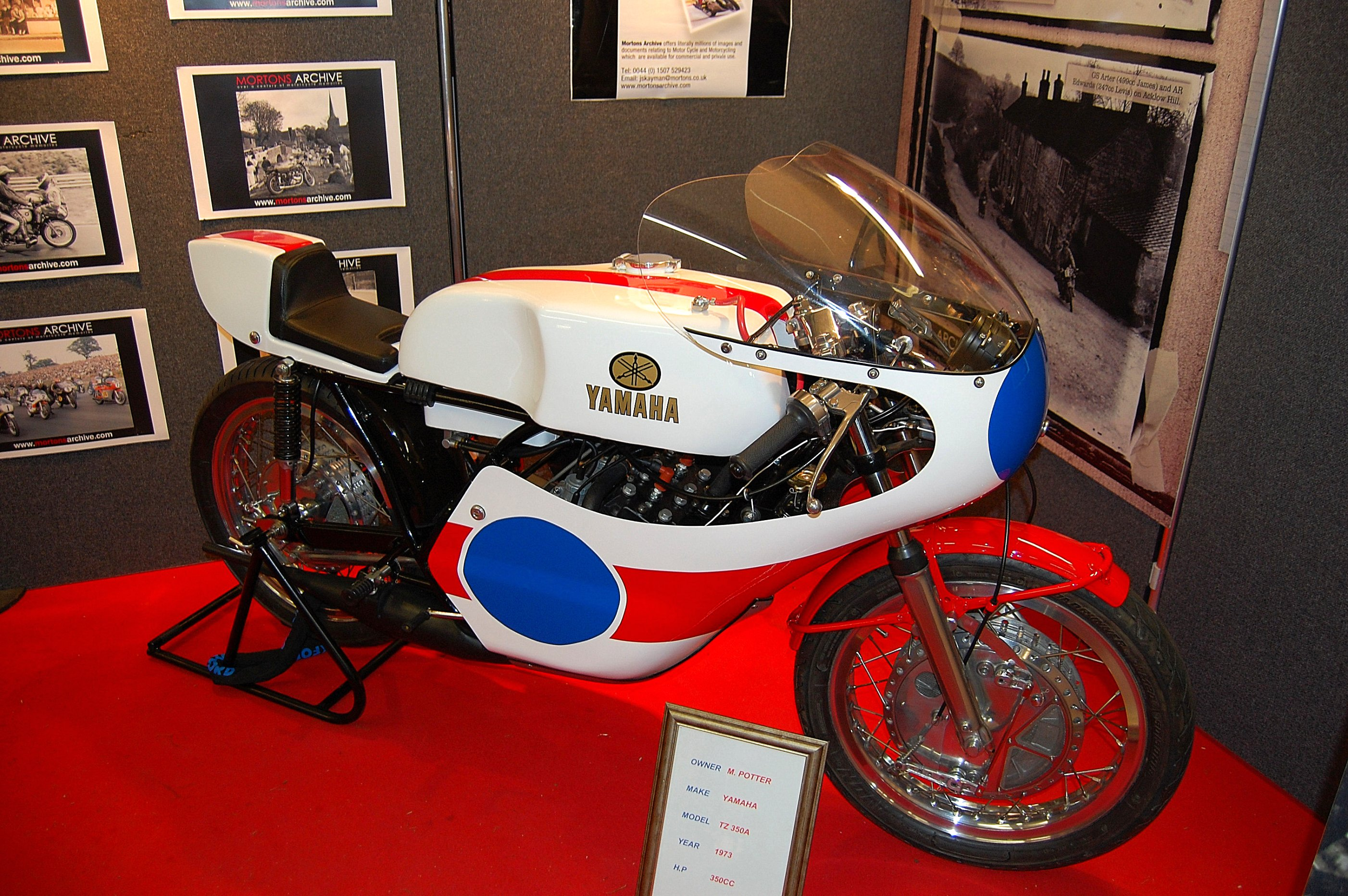
Yamaha TZ 350A de 1973. Celle de 1977 était l'évolution "D".

Pour la saison 1977, Katayama obtient le soutien de Yamaha-Europe, qui lui procure un moteur trois cylindres 350 développé par Kent Andersson et Rudi Kurth. Il est initialement prévu qu'il participe à la catégorie 500 avec la Suzuki RG500, mais comme celle-ci n'est pas disponible à temps il s'engage en 250 cm3 et en 350 cm3. Lors de la première course de la saison au 200 miles de Daytona il est 3e et 2e à la course des 100 miles en 250 cm3. En Grand Prix le règlement change pour 1977. Désormais tous les points obtenus par un pilote sont pris en compte pour l'attribution du titre et une nouvelle catégorie s'ajoute, celle des 750 cm3. 
En juin, Katayama chute et se casse une clavicule lors d'une course internationale organisée en Belgique moins d'une semaine avant la journée de qualification du GP de Yougoslavie. Il subit une intervention chirurgicale (pose d'une plaque vissée) et affronte le GP de Yougoslavie, remportant la course en 350 et terminant également deuxième du 250 cm3.
Avec le trois cylindres (dans certains GP, il a couru avec le bicylindre), il remporte le titre en 350 cm3 devant Tom Herron et Jon Ekerold, tandis qu'en 250 cm3, il termine 4e, à 9 points de la 3e place de Walter Villa et sa Aermacchi-Harley Davidson. Il remporte le GP d'Espagne devant Rob North et le Français Alain Chevallier (en) (1947-2016). En 350 cm3 il acquiert son titre en Finlande sous la pluie, deux courses avant la fin de la saison 1977, ce qui fait de Takayama le premier Japonais à obtenir un titre mondial dans un sport mécanique. À la fin de cette course, le moteur à trois cylindres est en piteux état, avec seulement deux cylindres fonctionnels lorsque le pilote passe sous le drapeau à damier.
En 1978, le team Yamaha Motor NV (Pays-Bas) achète un YZR500 au Japon pour environ 15 millions de yens, afin que Katayama participe aux classes 500 cm3 en plus des 350 cm3. 
Dans la catégorie 350 cm3, Katayama remporte à San Carlos le 2e GP du Venezuela (devant Patrick Fernandez), puis sur le circuit du Nürburgring le GP d'Allemagne (devant Ballington et Michel Rougerie), obtenant 77 points et se classant deuxième du championnat derrière Kork Ballington sur la machine d'usine Kawasaki KR350 (en). Il termine également 5e dans la catégorie 500 cm3.
Malgré son titre et ses victoires, Takazumi Katayama est peu connu dans son pays, les sports mécaniques au Japon ne faisant - à l'époque - vivre ni les pilotes, ni les rares journalistes chargés de couvrir les courses hors du pays.

### 1979 - 1985 - Avec Honda

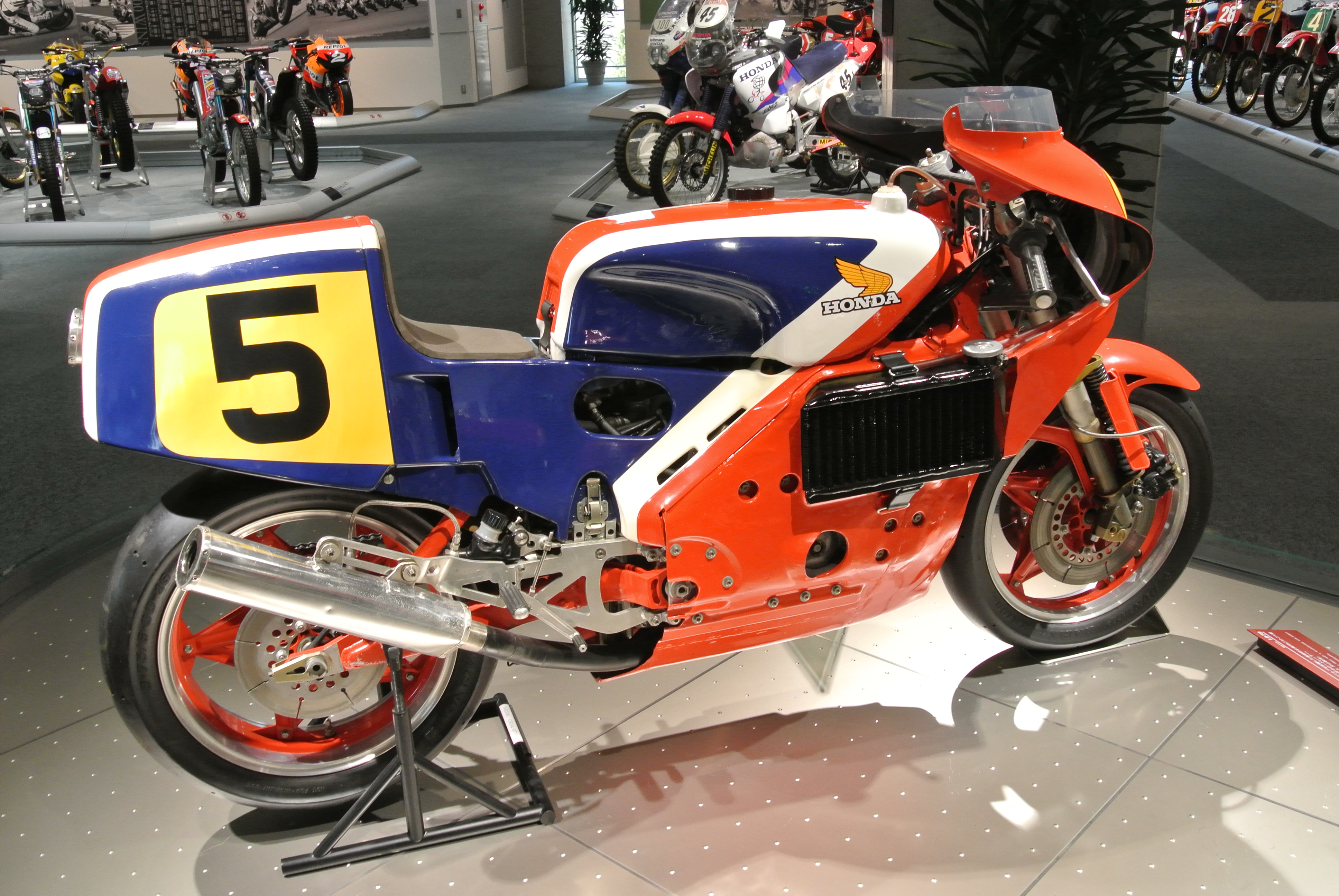
La NR500 pilotée par Katayama en 1980 (Musée Honda - Motegi - Japon).

En 1979, Katayama est embauché par Honda, car l'usine est déterminée à revenir dans les Grand Prix - dont ils sont absents depuis 1967 - avec sa NR500 à pistons ovales. Mais la nouvelle machine révolutionnaire à 4 cylindres en V à 4 temps, qui utilise des pistons elliptiques innovant (8 soupapes et 2 bougies par cylindre) préparée par Honda, ne progresse pas comme prévu et les résultats sont lents à venir. Avec ce prototype, il ne participe qu'à Silverstone et Le Mans, mais abandonne dans les deux courses. Avec le britannique Mick Grant (en) sur la même machine, ils ne marquent aucun point de la saison.
Pour la saison 1980, Katayama participe à quelques courses tantôt avec une Suzuki RG privée (Italie, Espagne, France) avec laquelle il marque 18 points, tantôt sur la Honda NSR500 (Hollande, Grande-Bretagne, Allemagne) avec laquelle il ne termine que deux courses sur trois et ne marque aucun point.
1981 est la saison la plus difficile de Katayama. Il ne marque aucun point avec le NR500 et abandonne trois fois sur quatre courses. Il a été dit au Japon que ses trois années sur cette moto lui ont fait perdre sa meilleure période en tant que pilote de Grand Prix, et qui s'il avait piloté la Suzuki RG500, il aurait pu devenir champion du monde, au lieu d'être pilote d'essai Honda.
En 1982, Honda lance la NS500, équipée d'un nouveau moteur 2 temps 3 cylindres en V léger et compact, et Katayama réapparait aux départs des courses au guidon de cette machine en tant que pilote officiel Honda au côté de Freddie Spencer. Malgré les trois dernières saisons où il a peu couru, il remporte néanmoins la 10e manche lors du Grand Prix de Suède à Anderstorp. Il est alors le deuxième Japonais à remporter une course de la catégorie 500 cm3 depuis Hideo Kanaya (en) (1945-2013) en 1975. Lors de la 13e manche au GP de Saint-Marin sur le circuit du Mugello, il effectue le tour le plus rapide devant son coéquipier, qui lui, a pris la pole position. Katayama termine 7e du Championnat du Monde avec 48 points.
Cette année-là, la saison en 500 cm3 a été perturbé par des tensions entre les pilotes et les organisateurs au sujet de la sécurité. En particulier lors du 3e round en France sur le circuit de Nogaro, boycotté par la plupart des pilotes d'usines, dont Katayama, à cause d'une piste dégradée, de problèmes de sécurité et d'un paddock exigu.
En 1983, Katayama décide de courir sous ses propres couleurs. Le 1er Grand Prix de la saison se déroule pour la première fois sur le continent africain à Kyalami (Afrique du Sud). Toute la saison le japonais montre de solides performances arbitrant souvent le duel entre Freddie Spencer et Kenny Roberts, comme l'autre américain Randy Mamola.
Cependant, lors de la dernière manche à Saint-Marin, Katayama tombe et se blesse gravement. C'est le français Raymond Roche qui dispose de sa Honda NS500 pour la course. Katayama termine tout de même à la 5e place d'un championnat qui a été écrasé par les américains (Spencer, Roberts, Mamola et Lawson) qui trustent dans cet ordre les quatre premières places. Katayama est le seul à avoir contesté cette suprématie. Bien qu'il n'ait pas pu gagner cette saison, il est monté quatre fois sur le podium avec deux 2e et deux 3e places et totalise 77 points.
Contraint au repos et à un traitement médical exigeant à la suite de sa chute en Italie de l'année précédente, Katayama ne participe en 1984 qu'à la fin de la saison qu'il termine à la 13e place, n'ayant marqué que 14 points aux trois courses effectuées.
En 1985, il dirige sa propre structure le Racing team Katayama et court avec une NS500 avec le soutien de Rothmans sous la forme d'un prêt de sa Honda. Katayama ne participe pas au Grand Prix d'Afrique du Sud 1re course de la saison car la fédération japonaise a interdit à ses pilotes de se rendre au pays de l'apartheid. Il court les 200 milles d'Imola, puis les Grand Prix d'Espagne, d'Allemagne, d'Italie d'Autriche et de Hollande, mais il accumule les chutes et les mauvaises performances. Il remporte la 8e place du GP de Belgique (à Spa Francorchamps) et soudainement au Grand Prix de France, il annonce abandonner définitivement les championnats du monde et prendre sa retraite.

### Un retraité très actif
À la tête du Racing Team Katayama, à partir de 1986 il fait courir de jeunes compatriotes dans le championnat All Japan Road Race. En championnat du monde son team recrute le français Jean-François Baldé en 250 cm3, puis l'italien Virginio Ferrari (it) et Raymond Roche en 500 cm3. Baldé se classe 5e et Roche 7e.
En 1987, il dirige le Belge Stefan Mertens et le Britannique Donnie McLeod en Grand Prix 250 cm3, sans grand résultat, ainsi que des pilotes japonais dans leur championnat local.
En 1990 et 1991, il participe au rallye Paris-Dakar, avec le soutien de Mitsubishi Motors il termine la course à la 25e place du général en 1990 et abandonne en 1991.
À part deux apparitions lors de son Grand Prix à domicile en 1988 et 1989, Takazumi Katayama retiré des compétitions se lance ensuite dans diverses activités dans la publicité et le commerce. Après la catastrophe de Fukushima en 2011, prenant conscience que de nombreuses routes de la région étaient devenues impraticables aux 4 roues, il décide d'y suppléer en transportant les gens à moto. Il crée la société Bikers Emergency Response Team (BERT) qui met à la disposition des sinistrés des motos tout-terrain, avec ou sans pilote, pour aller récupérer une partie de leurs affaires dans l'immense zone touchée par le tsunami.

## Résultats en Grand Prix
| Couleur  | Résultat                       |
| -------- | ------------------------------ |
| Or       | Vainqueur                      |
| Argent   | 2e place                       |
| Bronze   | 3e place                       |
| Vert     | Classé dans les points         |
| Bleu     | Classé hors des points         |
| Bleu     | Non classé (Nc.)               |
| Violet   | Abandon (Abd.)                 |
| Rouge    | Non qualifié (Nq.)             |
| Rouge    | Non pré-qualifié (Npq.)        |
| Noir     | Disqualifié (Dsq.)             |
| Blanc    | Non partant (Np.)              |
| Blanc    | Forfait (Forf.)                |
| Blanc    | Course annulée (A)             |
| Neutre   | Non présent                    |
| Neutre   | Exclu (Ex.)                    |
| Gras     | Pole position                  |
| Italique | Meilleur tour en course        |
| †        | Classé sans terminer la course |
| 1 2 3 …  | Classement dans la catégorie   |

| Année | Cat.    | Team   | Moto   | 1       | 2       | 3       | 4       | 5       | 6       | 7       | 8      | 9       | 10      | 11      | 12      | 13    | 14    | 15    | Pts. | Pos. |
| ----- | ------- | ------ | ------ | ------- | ------- | ------- | ------- | ------- | ------- | ------- | ------ | ------- | ------- | ------- | ------- | ----- | ----- | ----- | ---- | ---- |
| 1974  | 250 cm3 | Yamaha | TZ250  | RFA DNS | NAT -   | TT -    | NED Ret | BEL 3   | SUE 1   | FIN 5   | TCH 2  | YOU Ret | ESP 17  |         |         |       |       |       | 43   | 4e   |
| 1976  | 250 cm3 | Yamaha | TZ250  | FRA DK  |         | NAT 2   | YOU Ret | TT 2    | NED 2   | BEL 3   | SUE 1  | FIN 2   | TCH 3   | RFA 7   | ESP -   |       |       |       | 73   | 2.º  |
| 1976  | 350 cm3 | Yamaha | TZ350  | FRA 4   | AUT Ret | NAT 10  | YOU 3   | TT 9    | NED Ret |         |        | FIN DK  | TCH 11  | RFA 4   | ESP -   |       |       |       | 28   | 7e   |
| 1976  | 500 cm3 | Yamaha | TZ500  | FRA -   | AUT DSQ | NAT -   |         | TT 4    | NED -   | BEL Ret | SUE -  | FIN Ret | TCH -   | RFA -   |         |       |       |       | 8    | 26e  |
| 1977  | 250 cm3 | Yamaha | TZ250  | VEN -   | RFA Ret | NAT 8   | ESP 1   | FRA 8   | YOU 2   | NED 6   | BEL 2  | SUE 4   | FIN Ret | TCH Ret | GB Ret  |       |       |       | 58   | 4e   |
| 1977  | 350 cm3 | Yamaha | TZ350  | VEN -   | RFA 1   | NAT 3   | ESP 3   | FRA 1   | YOU 1   | NED Ret |        | SUE 1   | FIN 1   | TCH Ret | GB -    |       |       |       | 95   | 1er  |
| 1978  | 350 cm3 | Yamaha | TZ350  | VEN 1   |         | AUT 3   | FRA Ret | NAT 3   | NED Ret |         | SUE 3  | FIN 2   | GB Ret  | RFA 1   | TCH 6   | YOU - |       |       | 77   | 2e   |
| 1978  | 500 cm3 | Yamaha | TZ500  | VEN -   | ESP 3   | AUT Ret | FRA -   | NAT Ret | NED 4   | BEL 6   | SUE 3  | FIN 2   | GB 9    | RFA 5   |         |       |       |       | 53   | 5e   |
| 1979  | 500 cm3 | Honda  | NR500  | VEN -   | AUT -   | RFA -   | NAT -   | ESP -   | YOU -   | NED -   | BEL -  | SUE -   | FIN -   | GB Ret  | FRA DK  |       |       |       | 0    | -    |
| 1980  | 500 cm3 | Suzuki | RG500  | NAT 6   | ESP 4   | FRA 6   |         |         |         |         |        |         |         |         |         |       |       |       | 18   | 10e  |
| 1980  | 500 cm3 | Honda  | NR500  |         |         |         | NED Ret | BEL -   | FIN -   | GB 15   | RFA 12 |         |         |         |         |       |       |       | 18   | 10e  |
| 1981  | 500 cm3 | Honda  | NR500  | AUT 13  | RFA -   | NAT Ret | FRA Ret | YOU -   | NED Ret | BEL -   | RSM -  | GB -    | FIN -   | SUE -   |         |       |       |       | 0    | -    |
| 1982  | 500 cm3 | Honda  | NS500  | ARG 6   | AUT 9   | FRA -   | ESP 7   | NAT 7   | NED 8   | BEL Ret | YOU 5  | GB Ret  | SUE 1   | RSM Ret | RFA 4   |       |       |       | 48   | 7e   |
| 1983  | 500 cm3 | Honda  | NS500  | RSA Ret | FRA -   | NAT 5   | RFA 2   | ESP 3   | AUT 4   | YOU 5   | NED 2  | BEL 4   | GB 6    | SUE 3   | RSM DNS |       |       |       | 77   | 5e   |
| 1984  | 500 cm3 | Honda  | NS500  | RSA -   | NAT -   | ESP -   | AUT -   | RFA -   | FRA DNS | YOU -   | NED 8  | BEL -   | GB 8    | SUE 4   | RSM Ret |       |       |       | 14   | 13e  |
| 1985  | 500 cm3 | Honda  | NSR500 | RSA -   | ESP Ret | RFA 11  | NAT DNS | AUT 14  | YOU Ret | NED Ret | BEL 8  | FRA -   | GB -    | SUE -   | RSM -   |       |       |       | 3    | 17e  |
| 1988  | 500 cm3 | Yamaha | YZR500 | JPN 16  | USA -   | ESP -   | EXP -   | NAT -   | RFA -   | AUT -   | NED -  | BEL -   | YOU -   | FRA -   | GB -    | SUE - | TCH - | BRA - | 0    | -    |
| 1989  | 500 cm3 | Yamaha | YZR500 | JPN 17  | AUS -   | USA -   | ESP -   | NAT -   | RFA -   | AUT -   | YOU -  | NED -   | BEL -   | FRA -   | GB -    | SUE - | TCH - | BRA - | 0    | -    |